# Alibunar
Alibunar (serbocroata cirílico: Алибунар) es un municipio y villa de Serbia perteneciente al distrito de Banato del Sur de la provincia autónoma de Voivodina.
En 2011 su población era de 19 780 habitantes, de los cuales 2883 vivían en la villa y el resto en las 9 pedanías del municipio. La mayoría de los habitantes son étnicamente serbios (13 680 habitantes), con minorías de rumanos (6076 habitantes) y eslovacos (1195 habitantes).
Se ubica unos 40 km al noreste de Belgrado, sobre la carretera E70 que lleva a Timișoara.

## Pedanías
Además de la villas de Alibunar y Banatski Karlovac, el municipio incluye los siguientes pueblos (entre paréntesis el nombre en la lengua local, en las localidades donde los serbios no son la mayoría étnica):
- Dobrica
- Novi Kozjak
- Ilandža
- Seleuš (en rumano: Seleuș)
- Vladimirovac
- Janošik (en eslovaco: Janošík)
- Lokve (en rumano: Sânmihai)
- Nikolinci (en rumano: Nicolinț)